# Biohane
Biohane (Servisch cyrillisch Биохане) is een plaats in de Servische gemeente Tutin. De plaats telt 98 inwoners (2002).